# Сосновка (Илюшинское сельское поселение)
Сосновка (до 1938 — Данцкемен (нем. Danzkehmen), до 1946 — Эттинген (нем. Oettingen)) — посёлок в Нестеровском районе Калининградской области. Входит в состав Илюшинского сельского поселения.

## История
В 1895 году в Данцкемене проживало 194 человека.
В 1938 году Данцкемен был переименован в Эттинген, в 1946 году - в поселок Сосновку.

## Население
| 1895 | 2002 | 2010 |
| ---- | ---- | ---- |
| 194  | ↘139 | ↗148 |